# ジョン・コルトレーン&ジョニー・ハートマン
『ジョン・コルトレーン・アンド・ジョニー・ハートマン』（John Coltrane & Johnny Hartman ）は、ジャズ・サックス奏者ジョン・コルトレーンが1963年に発表したアルバム。ジャズ歌手ジョニー・ハートマンをフィーチャーしている。コルトレーンのインパルス時代のアルバムでは『バラード』と並ぶ人気アルバムで、ジャズ初心者にも聴きやすい作品としても知られる。

## 解説
コルトレーンはステージでは激烈なパフォーマンスを繰り広げる一方で、レコーディング・スタジオではレコードの売り上げに関心を抱いており、多くのリスナーに受け入れられる音楽を生み出すことにも力を注いだ。ジョニー・ハートマンはコルトレーンが1950年代初頭のディジー・ガレスピーのバンドに在籍している頃からの知り合いで、ヴォーカリストをフィーチャーするアルバムのアイディアを思いついた際にハートマンの起用が頭の中にあったと言われる。
ハートマンのバックはコルトレーンのレギュラー・カルテットが務めている。彼らはコルトレーンとともに前衛的な演奏を得意としていたが、このアルバムで聴かれるような端正な演奏もそつなくこなす実力の持ち主達だった。ハートマンのヴォーカルの合間に聴かれるコルトレーンのフレーズはバップ時代のものとは明らかに異なるもので、日ごろ追究しているモード・ジャズのスペース感覚が遺憾なく発揮されている。

## 収録曲
1. ゼイ・セイ・イッツ・ワンダフル - They Say It's Wonderful(Irving Berlin)
2. デディケイテッド・トゥ・ユー - Dedicated To You(Sammy Cahn, Saul Chaplin, Hy Zaret)
3. マイ・ワン・アンド・オンリー・ラヴ - My One And Only Love(Guy Wood, Robert Mellin)
4. ラッシュ・ライフ - Lush Life(Billy Strayhorn)
5. ユー・アー・トゥー・ビューティフル - You Are Too Beautiful(Richard Rodgers, Lorenz Hart)
6. オータム・セレナーデ - Autumn Serenade(Peter DeRose, Sammy Gallop)

## 演奏メンバー
- ジョン・コルトレーン - テナー・サックス
- マッコイ・タイナー - ピアノ
- ジミー・ギャリソン - ベース
- エルヴィン・ジョーンズ - ドラムス
- ジョニー・ハートマン - ヴォーカル